# Hässleholm (commune)

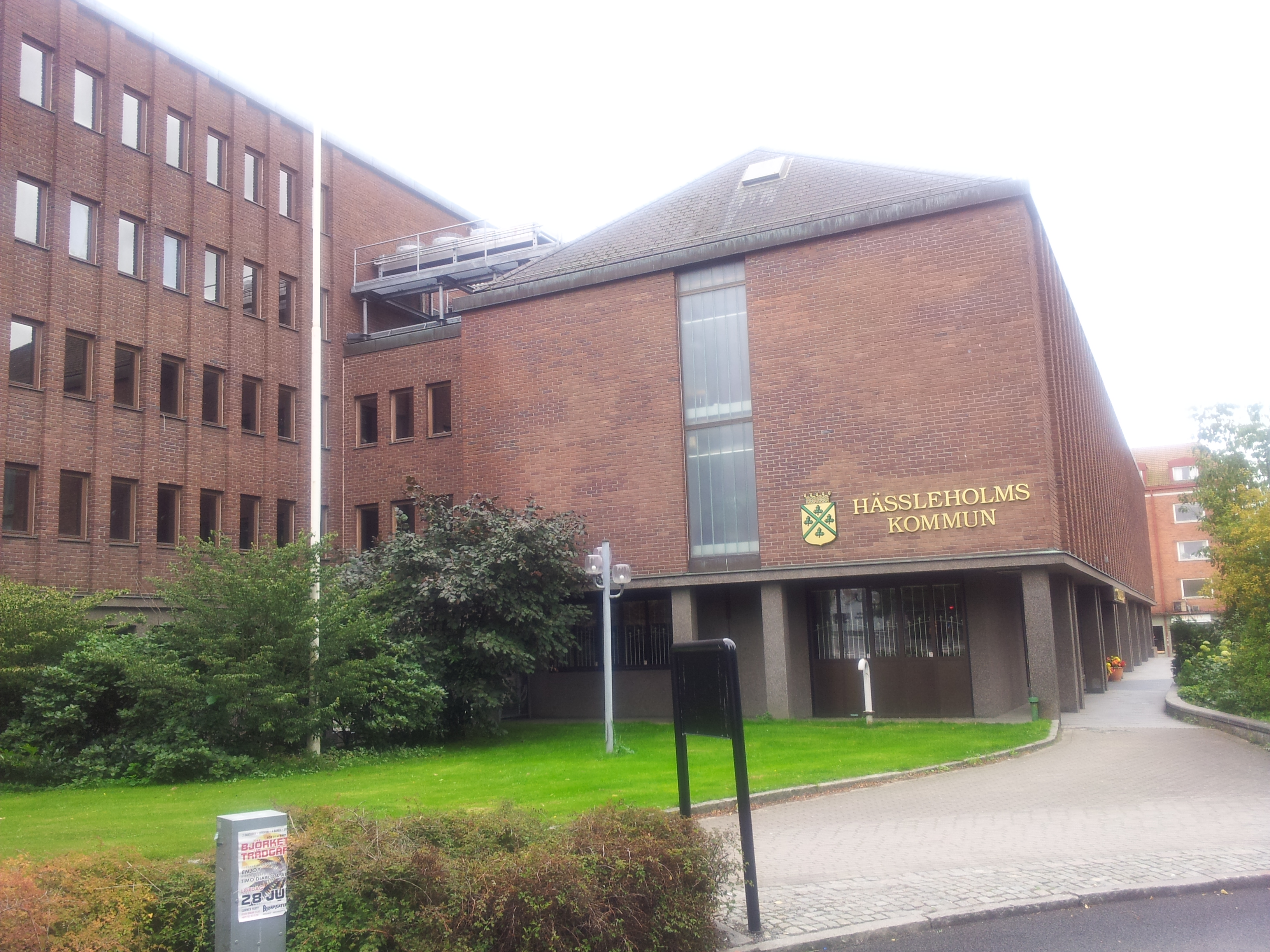
La mairie

La commune de Hässleholm est une commune suédoise du comté de Skåne. 50 579 personnes y vivent. Son chef-lieu se situe à Hässleholm.

## Localités principales
- Ballingslöv (306 hab.)
- Bjärnum (2 389 hab.)
- Emmaljunga (201 hab.)
- Finja (654 hab.)
- Hässleholm (18 119 hab.)
- Hästveda (1 658 hab.)
- Mala (216 hab.)
- Röke (226 hab.)
- Stoby (709 hab.)
- Sösdala (1 690 hab.)
- Tormestorp (1 139 hab.)
- Tyringe (4 533 hab.)
- Vankiva (392 hab.)
- Vinslöv (3 571 hab.)
- Vittsjö (1 625 hab.)
- Västra Torup (218 hab.)

## Paroisses
- Brönnestad
- Farstorp
- Finja
- Gumlösa
- Häglinge
- Hässleholm
- Hästveda
- Hörja
- Ignaberga
- Matteröd
- Norra Melby
- Norra Åkarp
- Nävlinge
- Röke
- Stoby-Norra Sandby
- Sörby
- Vankiva
- Verum
- Vinslöv
- Vittsjö
- Västra Torup

## Jumelage
- Eckernförde (Allemagne) depuis 1958[1]